# Kulová výseč

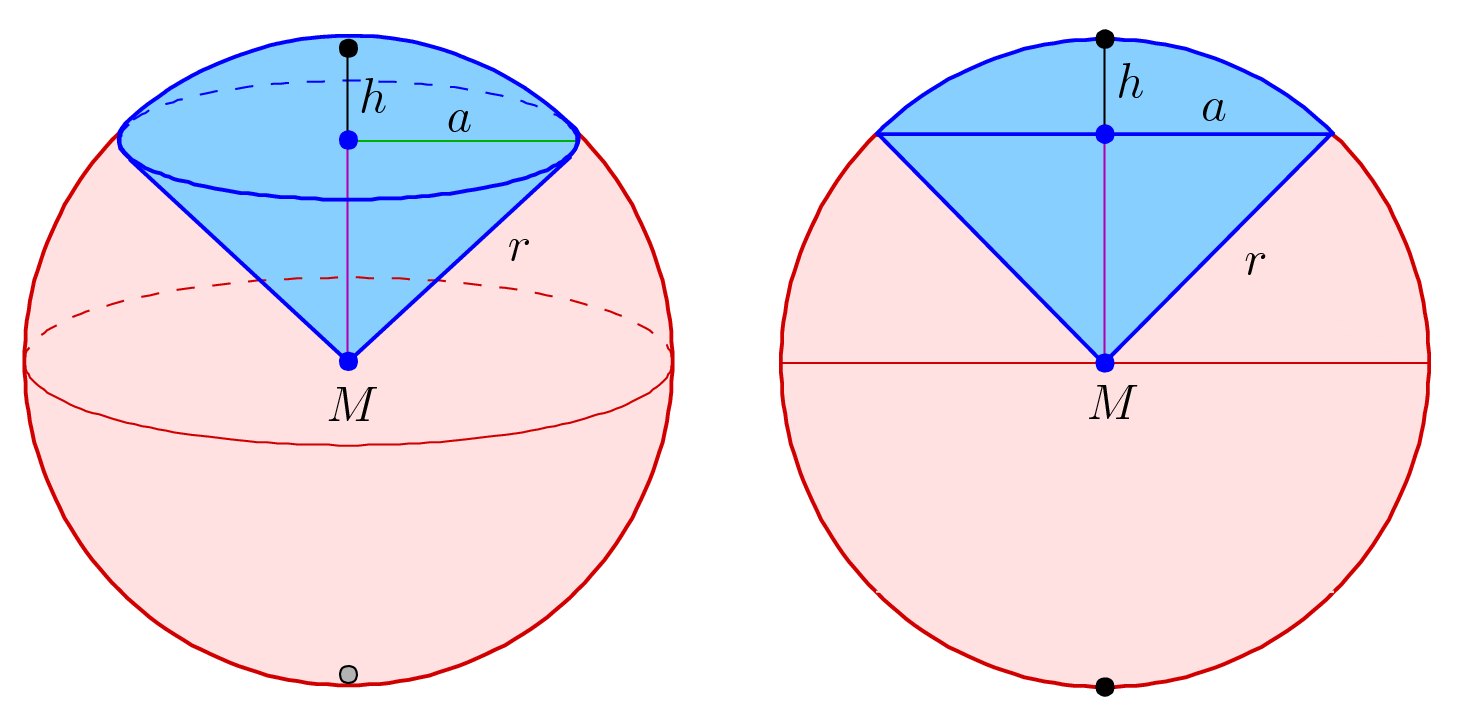
Kulová výseč (modrá)

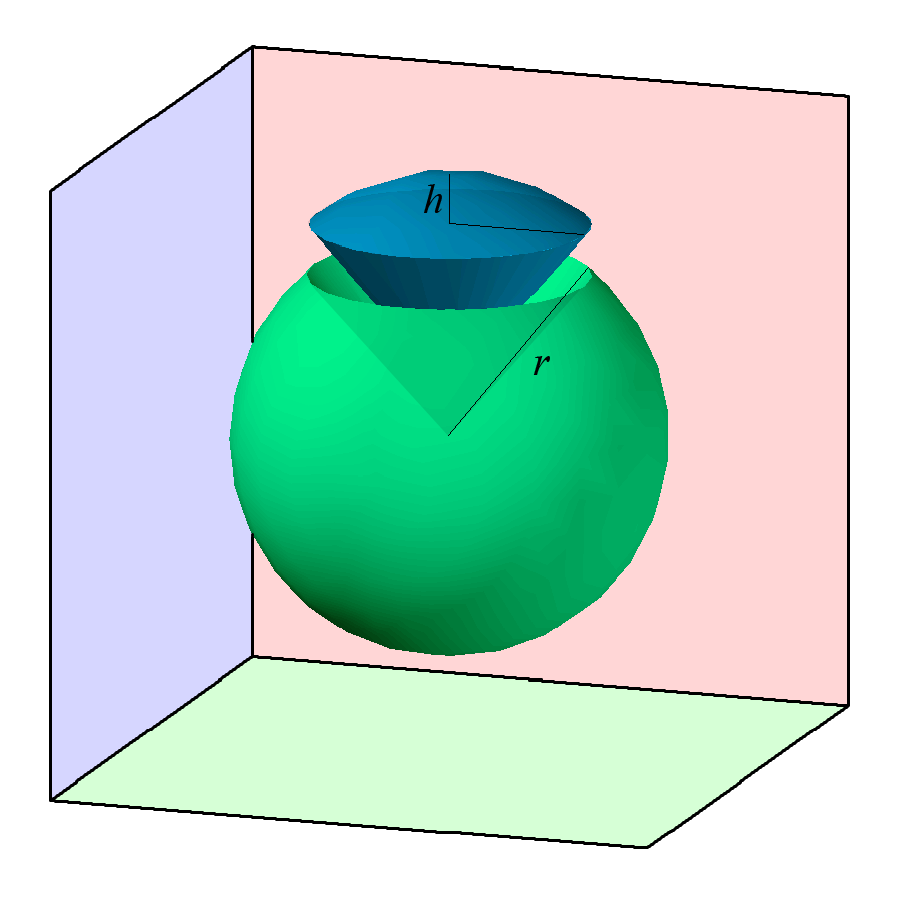
Kulová výseč

V geometrii je kulová výseč částí koule definovanou jako průnik koule a prostorového úhlu s vrcholem v jejím středu. Může být definována jako sjednocení kulové úseče a rotačního kužele (s vrcholem ve středu koule), který má s kulovou úsečí společnou podstavu. Hranicí kulové výseče je plášť rotačního kužele a kulový vrchlík.

## Výška úseče
Pro výšku rotačně symetrické kulové úseče (ta je součástí výseče) platí vztah
{\displaystyle h=r(1-\cos \varphi )},
kde
h je výška úseče,
r je poloměr koule,
φ je polovina (rovinného) vrcholového úhlu kužele (středového úhlu v kouli) tvořícího výseč.

## Prostorový úhel
Prostorový úhel při vrcholu rotačně symetrické kulové výseče má velikost (ve steradiánech):
{\displaystyle \Omega =2\pi {h \over r}=2\pi (1-\cos \varphi )}

## Povrch
Velikost kulové části povrchu kulové výseče, tj. bez kuželové plochy:
{\displaystyle A=\Omega r^{2}=2\pi rh=2\pi r^{2}(1-\cos \varphi )}

## Objem
Objem kulové výseče činí:
{\displaystyle V={\Omega r^{3} \over 3}={Ar \over 3}={2\pi r^{2}h \over 3}={2\pi r^{3} \over 3}(1-\cos \varphi )}